# Luis Resto (Boxer)
Luis Resto (* 11. Juni 1955 in Juncos, Puerto Rico) ist ein ehemaliger, US-amerikanischer Profiboxer im Weltergewicht. 1983 schrieb er traurige Boxgeschichte, als er mit präparierten Boxhandschuhen gegen den ungeschlagenen Billy Collins junior in den Ring stieg und sich mit diesem 10 Runden lang einen ungewöhnlich harten Kampf lieferte, der die Profikarriere beider Sportler beendete. Das Ring Magazine wählte das Duell 1997 zum Schmutzigsten Boxkampf aller Zeiten.

## Boxkarriere
Als Kind kam er mit seiner Mutter und fünf Geschwistern von Puerto Rico nach New York, wo er mit dem Boxen begann. Er gewann im Weltergewicht 1975 und 1976 die Golden Gloves von New York, sowie 1975 auch eine Bronzemedaille bei der US-Meisterschaft, nachdem er im Halbfinale gegen Clinton Jackson ausgeschieden war. Diesem unterlag er auch im Halbfinale bei der Ausscheidung zur Teilnahme an den Panamerikanischen Spielen 1975. Zudem war er unter anderem in Länderkämpfen gegen Deutschland und England im Einsatz.
Seinen ersten Profikampf absolvierte er am 4. Februar 1977 gegen Júlio Chevalier und gewann nach Punkten. Nach drei weiteren Siegen, darunter zwei durch Knockout, boxte er am 18. Juni 1977 Unentschieden gegen Sam Hailstock. Nach zwei Punktesiegen noch im gleichen Jahr, musste er am 18. März 1978 seine erste Niederlage hinnehmen, als er gegen Bruce Curry durch technischen K. o. in der zweiten Runde verlor. Auch seine nächsten beiden Kämpfe gegen Mario Guilloti und Luis Primera verlor er, ehe ihm am 1. Oktober ein K.-o.-Sieg in Runde 7 über Mark Harris gelang. Nach sechs weiteren Kämpfen, darunter vier Siegen, boxte er am 28. März 1980 ein Unentschieden gegen Adolfo Viruet. Nach drei weiteren Siegen musste er am 25. November eine Niederlage gegen Niño Gonzalez hinnehmen, als er bereits nach Punkten führend, in der 9. Runde K. o. ging. Auf einen Punktesieg im März 1981 über Jose Vallejo, folgte eine Punkteniederlage im Juni gegen Manuel Jiminez. Nach drei Siegen in Folge, darunter zwei durch technischen K. o., erlitt er am 22. Oktober 1982 die letzte Niederlage seiner Profikarriere, als er gegen Kevin Perry nach Punkten verlor.
Am 16. Dezember 1982 gewann er mit einem K.-o.-Sieg in Runde 12 über Robert Sawyer, die Weltergewichtsmeisterschaft der ESPN und verteidigte seinen Titel am 7. April 1983 durch Punktesieg gegen Sammy Horne.
Zudem war er Sparringspartner unter anderem von Saoul Mamby, Vito Antuofermo, Christophe Tiozzo und Roberto Duran.

## Kampf gegen Billy Collins Jr.
Am 16. Juni 1983 kam es dann im New Yorker Madison Square Garden zu einem der schwärzesten Tage der Boxgeschichte. Resto musste in diesem zehn Runden dauernden Kampf gegen den äußerst starken Billy Collins junior antreten, der in den knapp 18 Monaten seiner jungen Boxkarriere all seine 14 Profikämpfe gewinnen konnte, davon 11 vorzeitig. Schon in den ersten Runden zeigte sich jedoch die überlegene Schlagkraft von Resto, wobei Collins noch ziemlich ausgleichend dagegenhalten konnte. Nach der 5. Runde war Collins Gesicht bereits sichtbar angeschwollen, was sich innerhalb der nächsten Runden noch erheblich verschlechterte. Vorschläge seines Trainers und Vaters, das Handtuch zu werfen, verweigerte er jedoch und versuchte stattdessen immer verzweifelter, einen ausgeglichenen Kampf zu liefern. Anstatt konditionell nachzulassen, schienen die beiden Boxer noch an Intensität zuzunehmen und lieferten sich auch noch in der 8. und 9. Runde einen sehr harten und verbissenen Kampf. Während Resto bis auf eine kleine Schwellung unter dem rechten Auge keine sichtbaren Verletzungen aufwies, war Collins Gesicht besonders im Bereich der Augen und der Stirn überaus stark angeschwollen, was jedoch zu keinem Abbruch durch den Ringarzt führte. In der zehnten und letzten Runde musste Collins noch mehrere schwerste Treffer gegen sein Gesicht hinnehmen, die es ihm teilweise schwer machten sich auf den Beinen zu halten.
Nach dem Kampf berührte Collins Trainer bei einem Shake hands die Boxhandschuhe von Resto und spürte die bloße Faust unter einer dünnen Lederschicht. Noch im Ring forderte er eine Untersuchung der Handschuhe durch die Boxkommission, während Resto zum Sieger nach Punkten erklärt wurde. Bei der Untersuchung von Restos Boxhandschuhen stellte sich schließlich heraus, dass dessen Trainer Panama Lewis den größten Teil des Innenfutters entfernt hatte, was den Kampf in ein „Keine Wertung“ revidierte. Billy Collins Jr. erlitt irreparable Augenverletzungen und musste seine Boxkarriere beenden, er starb neun Monate später, als er alkoholisiert einen Verkehrsunfall verursachte, wobei ein Suizid nicht ausgeschlossen ist. 1986 wurde Resto wegen Körperverletzung, Verschwörung und kriminellen Einsatzes einer Waffe (seiner Hände) zu einer Gefängnisstrafe von drei Jahren verurteilt; zudem erhielt er ein lebenslanges Boxverbot für die Vereinigten Staaten. Auch sein Trainer erhielt eine lebenslange Sperre und wurde zu einer Haftstrafe verurteilt. Später gestand Resto, dass auch seine Bandagen mit Gips gehärtet worden waren um seine Schlagkraft zusätzlich zu steigern. Nach seiner Haftentlassung lebte er mietfrei im Keller des Morris Park Boxing Gym in der Bronx und erhielt nach 15 Jahren wieder die Möglichkeit, als Sparringpartner in den Ring zu steigen. 2008 gestand er in einer Pressekonferenz, bereits bei mindestens zwei weiteren Kämpfen seiner Profikarriere manipulierte Boxhandschuhe verwendet zu haben. Resto entschuldigte sich öffentlich für seine Unsportlichkeiten und besuchte auch das Grab von Billy Collins.

## Dokumentation
Unter dem Titel „Assault in the Ring“ (vormals „Cornered: A Life in the Ring“), entstand 2008 unter der Regie des ehemaligen Boxmanagers Eric Drath, eine rund 83 Minuten lange Sportdokumentation über den Kampf, bei der auch Luis Resto zu Wort kommt.